# 山香村
山香村（やまかむら）は静岡県の西部、豊田郡・磐田郡に属していた村である。浜松市天竜区中部、天竜川と国道152号に沿った、秋葉山と佐久間ダムを結ぶルートの中間にあたる。

## 地理
- 山：戸口山、竜頭山
- 河川：天竜川

## 歴史
- 1889年（明治22年）4月1日 - 町村制の施行により、豊田郡大井村、戸口村、瀬尻村、下平山村、周智郡上平山村が合併して豊田郡山香村が発足。
- 1896年（明治29年）4月1日 - 郡制の施行により所属郡が磐田郡に変更。
- 1901年（明治34年）11月1日 - 大字下平山・瀬尻が龍川村の一部（大字戸倉・大嶺）とともに分立して龍山村が発足。
- 1956年（昭和31年）9月30日 - 浦川町・佐久間村・城西村と合併して佐久間町が発足。同日山香村廃止。
- 2005年（平成17年）7月1日 - 佐久間町・龍山村が浜松市に編入。
- 2007年（平成19年）4月1日 - 浜松市が政令指定都市に移行し、旧村域が天竜区となる。

## 交通

### 道路
- 国道152号

### バス路線
- 国鉄バス 天竜線